# هلن میتلند آرمسترانگ

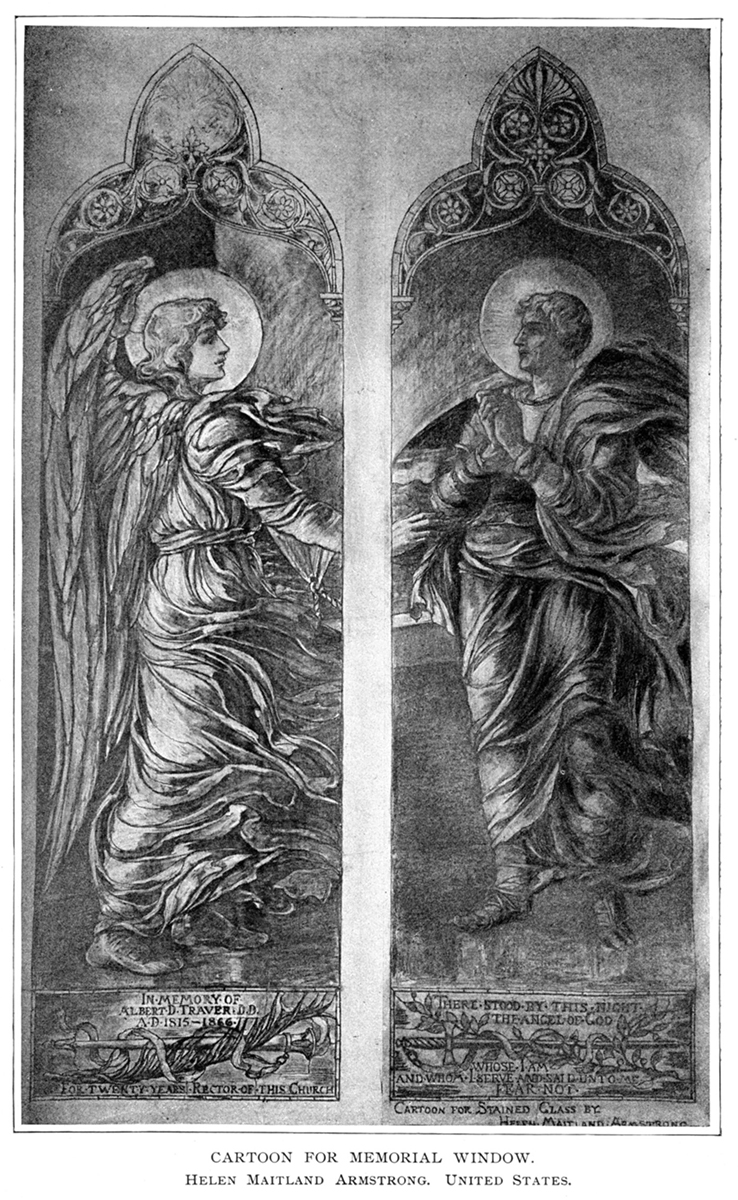
هلن میتلند آرمسترانگ، کاریکاتور برای پنجره یادبود که در نمایشگاه کلمبیایی جهانی ۱۸۹۳ به نمایش گذاشته شد.

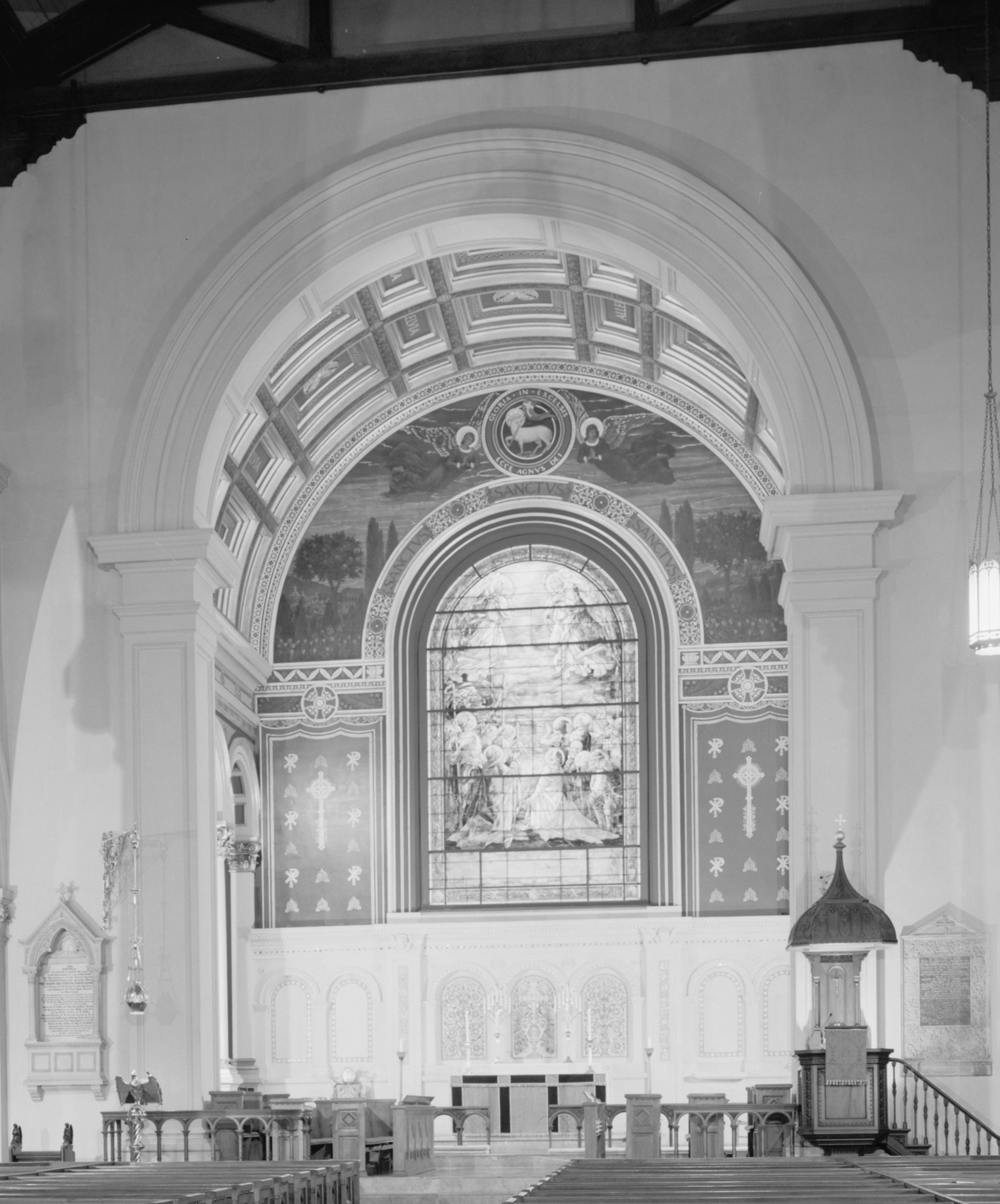
پنجره شرقی کلیسای قدیمی سنت پل، بالتیمور، مریلند، اثر هلن میتلند آرمسترانگ، بالای ررده‌س توسط لوئیس کامفورت تیفانی، عکاسی شده پس از ۱۹۳۳. پنجره تجلیل از خدا را به تصویر می‌کشد و حدود سال ۱۹۰۴ نصب شد.

هلن میتلند آرمسترانگ (۱۴ اکتبر ۱۸۶۹ – ۲۶ نوامبر ۱۹۴۸) هنرمند شیشه‌های رنگی آمریکایی بود که به صورت فردی و همچنین در همکاری با پدرش، میتلند آرمسترانگ، کار می‌کرد. آثار او از جمله بهترین آثار تولید شده در آمریکا در اواخر قرن ۱۹ و اوایل قرن ۲۰ محسوب می‌شوند.

## زندگی اولیه
هلن میتلند آرمسترانگ در سال ۱۸۶۹ در فلورانس، ایتالیا به دنیا آمد. او دختر دیپلمات آمریکایی و هنرمند شیشه‌های رنگی میتلند آرمسترانگ و همسرش هلن بود که از نوادگان پیتر استویوسانت و خواهرزاده سیاستمدار همیلتون فیش به‌شمار می‌رفت. شش خواهر و برادر او شامل طراح کتاب و نویسنده مارگارت نیلسون آرمسترانگ و ویراستار مجله همیلتون فیش آرمسترانگ بودند. در سال ۱۸۷۸، مجسمه‌ساز آگوستوس سنت-گودنز، که دوست پدرش بود، از روی عکسی از او یک پلاک پرتره برنزی ساخت.
او در هنرستان نیویورک تحصیل کرد، اما بخش عمده‌ای از آموزش هنری خود را از پدرش دریافت کرد که او را به شریک کوچکتر خود در شرکت میتلند آرمسترانگ و همکاران تبدیل کرد.

## حرفه
آثار آرمسترانگ بیشتر بر روی پنجره‌های شیشه‌ای رنگی برای کلیساها متمرکز است، اما همچنین شامل موزاییک‌ها، نقاشی‌های دیواری و تصاویری است که طراحی کرده است. شیشه‌های رنگی که او به صورت فردی و همچنین در شراکت با پدرش تا زمان مرگ وی در سال ۱۹۱۸ خلق کرد، از بهترین آثار در اواخر قرن ۱۹ و اوایل قرن ۲۰ در آمریکا محسوب می‌شوند و در کنار آثار لوئیس کامفورت تیفانی و جان لا فارژ قرار دارند، که هر دو از دوستان آرمسترانگ و پدرش بودند. او یکی از اولین نسل‌های هنرمندان زن است که از تکنیک‌های جدید شیشه‌های رنگی که توسط لا فارژ و تیفانی پیشگام شده بود، بهره‌برداری کرد، همراه با لیدیا فیلد امت و خواهرش روزینا امت شرود. اولین آثار او به دهه ۱۸۹۰ بازمی‌گردد؛ در سال ۱۸۹۳، یک کاریکاتور از یکی از پنجره‌های شیشه‌ای رنگی او در ساختمان زنان در نمایشگاه کلمبیایی جهانی در شیکاگو به نمایش گذاشته شد.
آرمسترانگ و پدرش با هم طراحی‌هایی برای پنجره‌های شیشه‌ای رنگی انجام دادند که بسیاری از آن‌ها یادبودهایی بودند، برای کلیسای کنگره اول (سنت لوئیس، میسوری)، کلیسای مسیح، رای (رای، نیویورک)، کلیسای جکیل آیلند (برانزویک، جورجیا)، کلیسای اول پرسبیتری (نیوبرگ، نیویورک)، کلیسای جامع همه ارواح (آشفیل، کارولینای شمالی) (بیلت‌مور، کارولینای شمالی)، کلیسای یادبود ارل (تروی، نیویورک) و کالج واسار.
کارهای انفرادی آرمسترانگ که روزنامه نیویورک تایمز آن‌ها را «استثنایی» توصیف کرده بود، شامل طراحی پنجره‌های شیشه‌ای رنگی برای ده‌ها کلیسا و معبد، همچنین یک ساختمان دولتی و چندین اقامتگاه خصوصی بود. او ۱۶ پنجره طراحی کرد که با استفاده از تکنیک شیشه‌های نقاشی‌شده قرن پانزدهم برای یک مقبره خصوصی برای آلوا بلمنت در مقبره وودلاون ساخته شدند. یکی از پنجره‌های او برای کلیسای دُن سنت اندرو در ساوت‌همپتون، نیویورک در اثر طوفان بزرگ نیوانگلند ۱۹۳۸ شکسته شد و پس از آن نیم مایل دورتر به‌طور سالم پیدا شد.
شاهکار آرمسترانگ ممکن است پنجره شرقی کلیسای سنت پل اپی‌سکوپال قدیمی در بالتیمور، مریلند باشد که به‌عنوان بخشی از بازسازی کلی کلیسا در سال ۱۹۰۴ ساخته شد. این پنجره تجلیل از خدا را به تصویر می‌کشد و نقطه کانونی داخلی کلیساست. بالای آن یک نقاشی دیواری از بره خدا قرار دارد و زیر آن یک ررده‌س سنگی از تیفانی همراه با دیگر نمادهای مسیحی مانند طاووس (نماد رستاخیز) است.
آرمسترانگ همچنین تعدادی کتاب را برای ناشر مک‌کلورگ تصویرگری کرده است. آرمسترانگ و خواهرش مارگارت چندین کتاب را با هم تصویرگری کردند، از جمله کتاب یادها: داستانی از عشق آلمانی اثر مکس مولر که در سال ۱۹۰۶ منتشر شد.
آرمسترانگ در تاریخ ۲۶ نوامبر ۱۹۴۸ در خانه‌ای که در آن بزرگ شده بود واقع در خیابان ۱۰ غربی ۵۸ در نیویورک سیتی درگذشت. او در گورستان کلیسای مسیح اپی‌سکوپال در مارلبر، نیویورک به خاک سپرده شد.
موزه متروپولیتن در نیویورک مجموعه‌ای از طراحی‌ها و آبرنگ‌های او برای پنجره‌های شیشه‌ای رنگی و همچنین طراحی‌هایی برای یک تابوت‌گاه و نقاشی دیواری را در اختیار دارد.